# 大飯發電廠
大飯核電廠（日语：大飯発電所）是日本一座核電廠，由關西電力管理。大飯核電廠位於福井縣大飯郡大飯町。

## 機組
| 機組              | 反應爐型式 | 主承包商           | 商業運行      | 電力輸出功率 | 現況                 |
| ----------------- | ---------- | ------------------ | ------------- | ------------ | -------------------- |
| 大饭核电站1号机组 | 压水反应堆 | 西屋电气、三菱商事 | 1979年3月27日 | 1,175 MW     | 2017年12月22日起廢爐 |
| 大饭核电站2号机组 | 壓水反應堆 | 西屋電氣、三菱商事 | 1979年12月5日 | 1,175 MW     | 2017年12月22日起廢爐 |
| 大饭核电站3号机组 | 壓水反應堆 | 三菱重工           | 1991年12月8日 | 1,180 MW     | 運轉中               |
| 大饭核电站4号机组 | 壓水反應堆 | 三菱重工           | 1993年2月2日  | 1,180 MW     | 運轉中               |

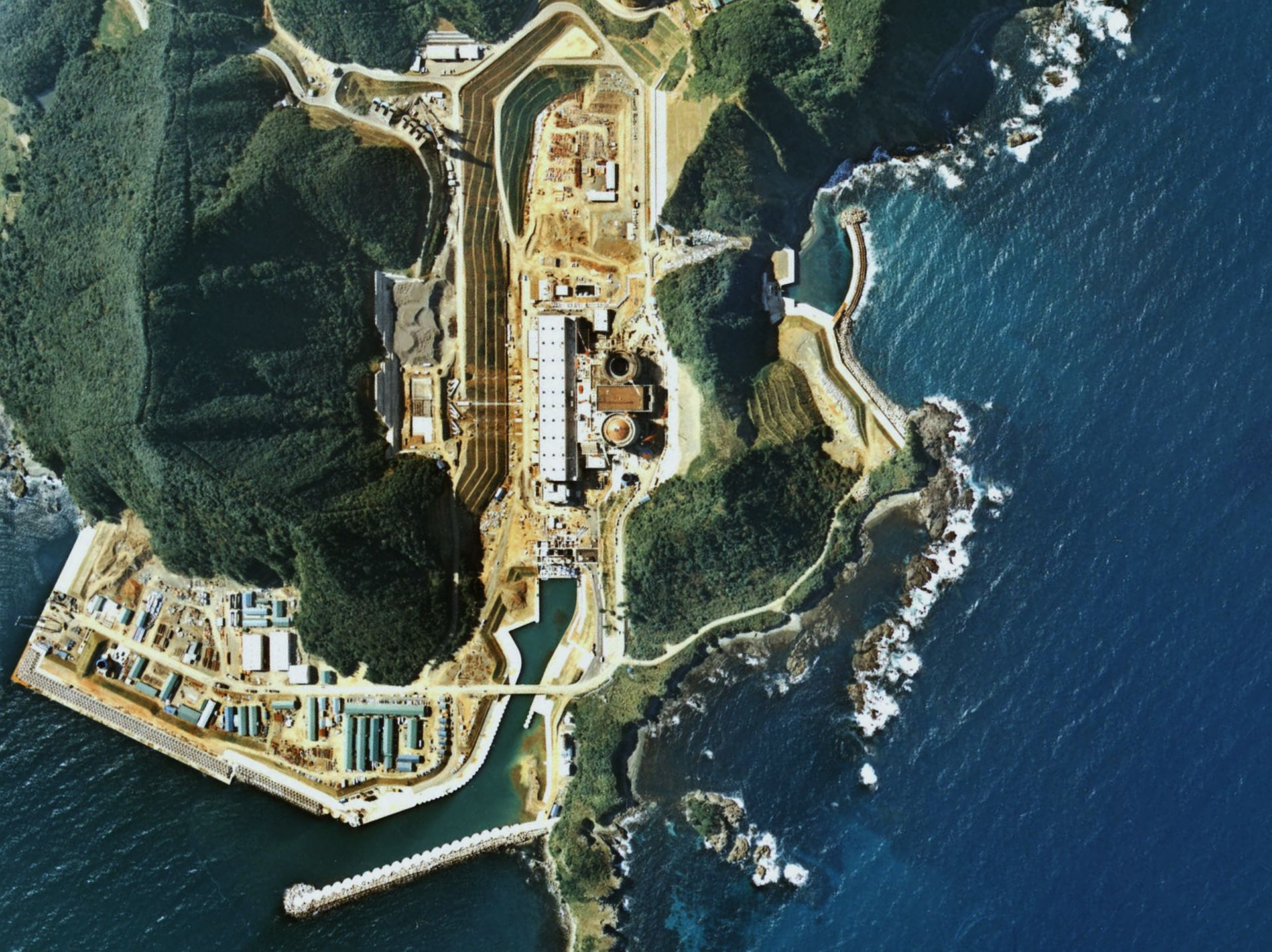
1號及2號機組在建時的空照圖

2017年12月，大飯1號及2號機組被宣佈將正式關閉。而實際上此兩機組從2011年福島第一核電廠事故後已經停止運轉。
2011年發生的福島核電廠事故影響深遠。事故後日本全國乃至世界各國掀起核電存廢問題的爭論，並曾大規模停止使用核能發電。惟此舉亦同時令日本電力生產大幅減產，並一度造成電力供應緊張，電力價格飆升。
2012年7月5日，3號機恢復運轉；同月21日，4號機恢復運轉。兩機組成為福島核電廠事故後首批恢復運轉的核電機組，紓解夏季電力短缺的問題。2013年9月，兩機組分別於2日及15日起暫停運轉以進行例行檢查及新管制基準的改善工程。
正當日本311大地震七周年，大飯3號通過原子能管制委員會新管制基準的審查，正式於2018年3月13日恢復運作供電，4號機於同年5月恢復運轉。惟許多官員都質疑當局未有做好安全規劃，例如大飯核電廠位處京都府、滋賀縣、福井縣三地交界，都分別涵蓋於半徑30公里撒離區之內。因此擔心一旦發生核洩漏事故，其影響至可能連京都居民也需要大量撒出。
2020年7月，大饭核电站3号机组被查出管道损伤后便长期停运，2021年7月30日恢复运营。

## 事故
2021年8月4日，大饭核电站3号机组发生海水泄漏。